# Small Chops
Small Chops es una película de drama nigeriana de 2020 dirigida por Robert O. Peters y producida por la actriz Chika Ike. Está protagonizada por Toyin Abraham, Chika Ike y Max Cavenham. Se editó en los Estados Unidos y se rodó principalmente en Lagos. Se estrenó en cines el 31 de enero de 2020 y se convirtió en un éxito de taquilla recaudando más de 20 millones.

## Sinopsis
Nikita (Chika Ike) es una sexy bailarina afro en un bar que llama la atención de Casper (Max Cavenham), un magnate de los negocios.

## Elenco
- Chika Ike como Nikita
- Toyin Abraham
- Max Cavenham como Casper
- Rachael Okonkwo
- Nkem Owoh
- Afeez Oyetoro
- Omotunde Adebowale David
- Nse Ikpe-Etim
- Eucharia Anunobi